# Vogtlands voetbalkampioenschap 1912/13
In 1912/13 werd het zesde Vogtlands voetbalkampioenschap gespeeld, dat georganiseerd werd door de Midden-Duitse voetbalbond. 
FC Apelles Plauen werd kampioen, maar de competitie eindigde nadat de Midden-Duitse eindronde al van start gegaan was waardoor er dit jaar geen deelnemer was. 

## 1. Klasse
| Plaats | Club                        | Wed.           | W              | G              | V              | Saldo          | Ptn.           |
| ------ | --------------------------- | -------------- | -------------- | -------------- | -------------- | -------------- | -------------- |
| 1.     | FC Apelles Plauen           | 8              | 5              | 3              | 0              | 28:10          | 13:03          |
| 2.     | 1. Vogtländischer FC Plauen | 8              | 5              | 1              | 2              | 29:13          | 11:05          |
| 3.     | FC Concordia Plauen         | 8              | 5              | 1              | 2              | 22:13          | 11:05          |
| 4.     | FC Britannia 1904 Plauen    | 8              | 1              | 2              | 5              | 08:20          | 04:12          |
| 5.     | Plauener BC 05              | 8              | 0              | 1              | 7              | 05:36          | 01:15          |
| 6.     | FC Plauen                   | Teruggetrokken | Teruggetrokken | Teruggetrokken | Teruggetrokken | Teruggetrokken | Teruggetrokken |

FC Plauen werd in 1912 ontbonden en trok zich nog voor de competitiestart terug.  
|  | Kampioen, geplaatst voor Midden-Duitse eindronde |
|  | Trok zich voor het seizoen terug                 |